# Ахундов, Асадулла Джавад оглы
Асадулла Джавад оглы Ахундов (1873, Баку — 1927, Пехлеви, Иран) — азербайджанский революционер, редактор, один из основателей организации «Гуммет».

## Биография
Из рабочих. С 1901 в РСДРП, в 1904 один из основателей «Гуммета». Во время революции 1905—1907 годов активно участвовал в борьбе бакинских рабочих. Работал в Бакинском мусульманском просветительном обществе «Ниджат». Член правления профсоюза рабочих нефтяной промышленности. Редактор легальной марксистской газеты «Елдаш» (Товарищ). Член Бакинского комитета и ЦК социал-демократической партии Ирана «Муджахид». С 1909 был в Иране, участвовал там в Конституционной революции 1905—1911 годов. С 1917 член бюро «Гуммета».

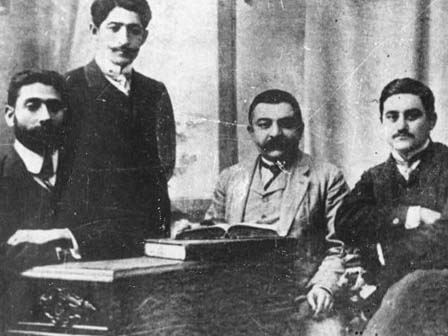
Группа членов «Гуммет». Слева направо: Мешади Азизбеков, Аждар Меликов, Асадулла Ахундов и Мамед Эмин Расулзаде

В конце 1917 или в начале 1918 года был избран во Всероссийское учредительное собрание в Закавказском избирательном округе по списку № 11 (РСДРП «Гуммет»).
В 1918 году продолжил революционную работу в Иране. В 1918—1920 член парламента Азербайджанской Демократической Республики. После советизации Азербайджана представитель Внешторга в Иране. Был избран делегатом третьего съезда Кавказской социал-демократической организации.
Скончался в 1927 году в Анзали (Пехлеви) в Персии.